# مرآة الحرمين
مرآة الحرمين  كتاب من تأليف اللواء إبراهيم رفعت باشا أمير الركب الحج المصري  وصف فيه رحلة الحج لعام 1318هـ من القاهرة الي مكة المكرمة مرورا بجدة ومن ثم المدينة المنورة.

## محتويات كتاب مرآة الحرمين
يحتوي هذا الكتاب التاريخي على الكثير من المعلومات الدقيقة والوصف اللحظي للأحداث مع وجود عشرات من الصور الفوتوغرافية والخرائط التوضيحية.

## مرآة الحرمين
يعد هذا الكتاب مرجعا تاريخيا قيما للباحثين عن وصف دقيق للطرق والمسالك والعادات والتجارة في الديار المقدسة في بدايات القرن العشرين.